# Erhard Blum
Erhard Blum (Zweibrücken, 23 febbraio 1950) è un teologo e studioso dell'Antico Testamento tedesco di fede luterana.
Sostenitore dell'ipotesi documentale, ha fortemente ridimensionato l'importanza della tradizione jahvista.

## Biografia
Dopo aver studiato teologia protestante a Heidelberg e Gerusalemme, ha conseguito il dottorato nel 1982 e, nel 1988, l'abilitazione all'insegnamento universitario a Heidelberg. 
Dal 1989 al 2000 è stato titolare della cattedra di teologia protestante con specializzazione in teologia biblica presso l'Università di Augusta. Dal 2000 al 2018 Blum ha ricoperto la cattedra di Antico Testamento con specializzazione in Storia della letteratura dell'Antico Testamento presso la Facoltà teologica protestante dell'Università di Tubinga.

## Pubblicazioni
- Die Komposition der Vätergeschichte (= Wissenschaftliche Monographien zum Alten und Neuen Testament, Bd. 57). Neukirchener Verlag, Neukirchen-Vluyn 1984 (= dissertazione presso l'Università di Heidelberg).
- Studien zur Komposition des Pentateuch (= Beihefte zur Zeitschrift für die alttestamentliche Wissenschaft, Bd. 189). de Gruyter, Berlin 1990, ISBN 3-11-012027-5 (= tesi per l'abilitazione all'insegnamento universitario presso l'Università di Heidelberg).
- Textgestalt und Komposition. Exegetische Beiträge zu Tora und Vordere Propheten (= Forschungen zum Alten Testament, Bd. 69). Mohr Siebeck, Tübingen 2010, ISBN 978-3-16-150306-1.
- Grundfragen der historischen Exegese. Methodologische, philologische und hermeneutische Beiträge zum Alten Testament (= Forschungen zum Alten Testament, Bd. 95). Mohr Siebeck, Tübingen 2015, ISBN 978-3-16-155675-3.

Festschrift
- Joachim J. Krause (a cura di): Eigensinn und Entstehung der Historischen Bibel. Erhard Blum zum siebzigsten Geburtstag (= Forschungen zum Alten Testament, Bd. 136). Mohr Siebeck, Tübingen 2020, ISBN 978-3-16-156384-3.